# Mars Telecommunications Orbiter
A NASA planejou com o lançamento do Mars Telecommunications Orbiter (Satélite de Telecomunicações em Marte)  estabelecer a chamada "Internet interplanetária". Previsto para em 2009, a nave espacial chegaria em uma órbita elevada sobre Marte em 2010. Seria utilizada para retransmitir pacotes dos dados entre as sondas já aterissadas na superfície com a Terra, em taxas extremamente elevadas.
Entretanto, em 21 de julho de 2005, anunciou-se que MTO tinha sido cancelado devido à necessidade suportar outros objetivos a curto prazo, incluindo serviços de manutenção no Hubble, ampliação das operações da missão Mars Exploration Rover, assegurando que o Mars Science Laboratory voe em 2009 e para manter uma missão científica de terra chamada Glory. 